# Dette écologique
 (juin 2019).
 (juin 2019).
Améliorez-le ou discutez des points à vérifier. 
La dette écologique est un concept qui désigne une forme de dette non monétaire. Deux sous-concepts peuvent être distingués, qui parfois s'additionnent :
- le concept plutôt « temporel » d'une dette d'une génération humaine (ou de quelques générations) « vis-à-vis des générations futures »[1] ; c'est notamment le cas des générations de la révolution industrielle, des Trente Glorieuses et des décennies suivantes, notamment celles des classes aisées et moyennes des régions du monde les plus riches monétairement parlant ;
- le concept, plutôt « spatial » et « géographique » d'une dette accumulée par des régions ou pays développés et riches qui ont surexploité l'environnement ou des ressources naturelles pas, peu, difficilement, coûteusement, lentement ou non renouvelables de pays du Sud.

Cette notion a émergé comme parallèle et réponse à la dette financière qui notamment asphyxie les pays du Sud. Elle est aussi née d'un contexte de crise environnementale, à la croisée des notions d'inégalités et environnementales et de responsabilité sociale et environnementale.
Dans un contexte complexe de mondialisation, on parle parfois de « collectivisation de la dette environnementale ».
La dette écologique ne prétend généralement pas donner un prix à la nature (qui pourrait conduire à une marchandisation du vivant), mais évoque ou définit les responsabilités socio-environnementales et les obligations qui en découlent, dans un esprit de justice sur le plan de l'accès équitablement partagé aux ressources . Elle évoque ou invoque d'autre notions proches telles que celles d'inégalités écologiques, de solidarité écologique et de remboursement de la dette écologique, dans un esprit de « justice environnementale »,.

## Généralité et histoire du concept
Le concept transparaissait déjà dans les critiques de la colonisation et de l'esclavage, mais il n’apparaît associé au mot écologique vers 1990 alors que la dette extérieure des pays en développement ne cesse de s'alourdir ; Alors que le Chili a coupé presque toutes ses forêts, l'Institut d'écologie politique du Chili propose ce concept nouveau qu'il existe une dette écologique, en évoquant dans ce cas les impacts de la dégradation de la couche d'ozone sur la santé (humaine et animale) dont en Patagonie, où les taux d'U.V. avaient fortement augmenté.
Le concept est ensuite évoqué lors du Sommet de Rio dans les forums parallèles, avec les ONG notamment qui le diffuseront, en Amérique du Sud puis au Nord ((via notamment les Amis de la Terre.
Dans ce contexte, la dette écologique se mesure notamment au regard :
- de la surexploitation (parfois irréversible) des ressources naturelles, via des prix qui n'intègrent pas les externalités écologiques et sociales locales, régionales ou nationales ; ces ressources sont agricoles, forestières, halieutiques, cynégétiques, minérales, énergétiques, marines, génétiques et foncières ; c'est le « passif environnemental » ;
- du gaspillage ou pillage[9] ou de la dégradation des sols et eaux les plus fertiles (dont pour les cultures d’exportation) avec des impacts sociaux-environnementaux, sanitaires, alimentaires (perte d'autonomie) et politiques (spoliation de territoires, perte de souveraineté). L'érosion de la biodiversité, la déforestation, la fragmentation des territoires par les routes d'exploitation font partie des impacts de ce pillage.
- de l'exportation vers l'océan (ex. : munitions immergées ou vers des zones peu habitées, ou vers des pays ou régions pauvres, et/ou vers les générations futures dans le cas de l'enfouissement sur place de déchets dangereux ou de déchets toxiques. La délocalisation vers des régions pauvres ou laxistes sur le plan du droit socio-environnemental d'activités polluantes ou à risque (dont essais nucléaires), avec pollutions, nuisances sanitaires, environnementales et sociales avérées ou en suspens pour l'avenir ;
- de l'appropriation de l'espace environnemental d'autrui (avec expulsions parfois), et des puits de carbone ou capacités d’auto-épuration de la planète pour aujourd'hui et demain : l'utilisation et la saturation des puits, en particulier pour les émissions de carbone atmosphérique. La dette écologique pose donc non seulement la question de la distribution des biens et des maux environnementaux, mais aussi de la répartition des droits collectifs et individuels à polluer ;
- de la biopiraterie par l'agro-industrie et l'industrie pharmaceutique : la brevetisation des savoirs traditionnels. Selon Vandana Shiva, un triple pillage est opéré : des ressources biologiques, des savoirs et cultures qui les utilisaient, et des bénéfices économiques, au détriment des populations qui commercialisaient ou usaient librement des produits avant qu’ils ne soient brevetés[10] ;
- des puits de carbone, avec une dette du carbone qui est la dette accumulée en raison d'une part de la destruction des puits de carbone et d'autre part de la pollution atmosphérique disproportionnée due aux grandes émissions de gaz des pays les plus industrialisés avec, pour conséquences, la détérioration de la couche d'ozone et l'augmentation de l'effet de serre. Moins à même de faire face au dérèglement climatique, les pays du Sud en sont les premières victimes.
- de la culture et de la paix, car au préjudice socio-économique s’ajoute un préjudice culturel, puisque l'esclavage est une des formes d'appropriation, et parce que des savoirs traditionnels ont été à la fois déniés et privatisés par des firmes occidentales, ce qui nourrit un certain nombre de conflits[11] juridiques (comme pour la brevetisation du riz basmati) ou aggrave les tensions ethniques ou militaires. La reconnaissance du pillage des savoirs est inséparable d’un combat épistémologique pour la reconnaissance de la pluralité et diversité des formes de savoir.

À l'interface entre l’écologie et les sciences sociales, la recherche s'intéresse aussi au sujet ; un colloque s'est par exemple tenu en France mi-2014 visant à « comprendre puis de tester la validité scientifique » de ce concept, afin de « permettre à des chercheurs d’échanger, dans une logique expérimentale, sur leur définition d’une « dette écologique », sur la pertinence du concept, sa force théorique et son potentiel en termes d’effectivité ».

## Dans le contexte Nord-Sud
L’organisation équatorienne Acción Ecológica, membre des Amis de la Terre International (FOEI), définit la dette écologique comme « la dette accumulée par les pays industrialisés du Nord envers les pays du tiers monde à cause du pillage des ressources, des dommages causés à l’environnement et l’occupation gratuite de l’environnement pour le dépôt des déchets, tels que les gaz à effets de serre, provenant des pays industrialisés ».
Cette dette résulte de la différence de développement des pays du monde, les pays du Nord ayant connu une expansion industrielle plus importante que celle du Sud, et ayant à cette occasion consommé une quantité plus importante de ressources (eau, air, matières premières), dont une bonne partie n'est pas renouvelable et par conséquent à jamais indisponible.
Dans ce contexte, une notion de dette alimentaire est exacerbée ; due aux modifications de l'organisation de la production agricole imposées au Sud, pour satisfaire la surconsommation du Nord. Elle se traduit par la réduction des cultures vivrières destinées à l'alimentation des populations, au profit de monocultures d'exportation imposées (soja, café, cacao…) faisant la part belle aux cultures d'OGM de semences brevetées et à l'utilisation intensive d'engrais. Elle provoque de graves problèmes sociaux, économiques et culturels pour les peuples et une atteinte à la biodiversité et aux écosystèmes.
La biopiraterie est l'appropriation intellectuelle (sous forme de brevet) des connaissances ancestrales sur les semences et sur l'utilisation des plantes médicinales par l'agro-industrie moderne et les laboratoires des pays industrialisés, qui, comble de l'usurpation, perçoivent des redevances sur ces objets du vivant qu'ils s'approprient. L'exportation de déchets dangereux ou à recycler vers les pays les plus pauvres pour profiter de faible normes environnementales et sociales.

## Pourquoi vivons-nous désormais à crédit?
La dette écologique est aussi la dette, toujours non monétaire, des humains redevables envers leur planète et les autres animaux peuplant la Terre. Elle se caractérise notamment par le Jour du Dépassement étant le jour où l’être humain a consommé plus que ce que la Terre est capable de donner. Pour le calculer, on recoupe 2 données : la bio capacité de la planète et l’empreinte écologique de l’humain. Lorsque les courbes de ces deux éléments se croisent, ce jour est dépassé. Avec ces informations, nous savons qu’à l’heure d’aujourd’hui nous avons besoin de 1,6 planète Terre afin de subvenir à nos besoins. Et si toute l’humanité vivait comme les Français, nous en aurions besoin de 2,8. Si nous ne changeons rien, en 2050 nous utiliserons l’équivalent de 2 planètes.
Ce jour est tombé le 1er août en 2018 pour le monde et le 5 mai 2018 pour la France qui a accumulé l’équivalent de 33 ans de dette écologique depuis le 30 septembre 1961 (jour du dépassement de cette année-là). Au fil des années, on peut remarquer que cette date surgit de plus en plus tôt ce qui est très inquiétant.
Si nous n’agissons pas, nous mettons en péril notre survie. Pour contrer cela, il faut changer nos modes de vie, notamment nos modes de consommation avec les élevages consommant trop de réserves naturelles, la pêche intensive faisant disparaître les poissons, le CO2 surnuméraire qu'océans et forêts ne peuvent plus absorber en raison aussi de la déforestation, des espaces bâtis n’ayant pas la possibilité d’accueillir des végétaux et les nombreux déplacements des véhicules motorisés. Il faut aussi changer nos modes de production car les usines fabriquent énormément de CO2. En effet, la France est le 4ème émetteur de CO2 en Europe.
Les solutions seraient de consommer moins de viande et de poisson mais aussi local afin de diminuer les déplacements de produits, de ne pas acheter d’articles conçus dans des forêts abattues, de prendre une douche à la place d’un bain… Le but est de consommer le moins possible et intelligemment afin de réduire la venue du Jour du Dépassement dans l’année.
Ce n’est pas un retour en arrière de nos modes de vie, mais une façon d’avancer différemment en évoluant par rapport à notre milieu que nous avons trop surexploité.